# Anisomeria
Anisomeria là một chi bọ cánh cứng trong họ Dytiscidae.
Chi này được Brinck miêu tả khoa học năm 1943.

## Các loài
Chi này gồm các loài:
- Anisomeria bistriata (Brullé, 1835)